# Крестон (Небраска)
Крестон (енгл. Creston) град је у америчкој савезној држави Небраска.

## Демографија
По попису из 2010. године број становника је 203, што је 12 (-5,6%) становника мање него 2000. године.
| Група             | 2000.       | 2010.       |
| Белци             | 209 (97,2%) | 195 (96,1%) |
| Афроамериканци    | 1 (0,5%)    | 0 (0,0%)    |
| Азијати           | 0 (0,0%)    | 3 (1,5%)    |
| Хиспаноамериканци | 5 (2,3%)    | 3 (1,5%)    |
| Укупно            | 215         | 203         |